# BoDo Constructor
BoDo Constructor — кабелеукладальне судно, збудоване у 2016 році на замовлення німецької компанії Bohlen&Doyen.

## Характеристики
Корпус судна спорудила у Гдині польська група Vistal. Звідси його доправили на баржі для надважких вантажів до Гданська, де спустили на воду в одному з плаваючих доків верфі Remontowa Shiprepair Yard. Наступним кроком стало буксирування до Свійноусьце для завершення на Poltramp Yard.
Конструктивно судно є понтоном з площею палуби 2196 м2, на якій може розміщуватись 4000 тон обладнання та вантажу. Тип каруселі з кабелем обирається в залежності від завдання, яке належить виконувати. Судно призначене для робіт у мілководній зоні, зокрема може лягати на ґрунт під час відпливу. Для переміщення уздовж траси використовується 7-точкова якірна система або 4 підрулювальні пристрої. Точність позиціонування забезпечує система DP1.
BoDo Constructor надає можливість для розміщення до 50 осіб.

## Завдання судна
У 2016 році BoDo Constructor залучили для прокладання прибережних ділянок завдовжки по 39 км для кабельної системи Ostwind 1. Остання повинна забезпечити подачу продукції з вітрових електростанцій Вікінгер та Аркона, розташованих у Балтійському морі північніше острова Рюген, до берега біля міста Любмін.